# Ligne de Marcoing à Masnières
La ligne de Marcoing à Masnières était une courte ligne ferroviaire française, à écartement standard et à voie unique, qui reliait la gare de Marcoing à celle de Masnières.
Elle constituait la ligne no 249 000 du réseau ferré national.

## Historique
La ligne est projetée comme embranchement de la ligne d'intérêt local de la limite du département de l'Oise près de Domfront-Domélien à Cambrai. La concession de la ligne est accordée à Compagnie des chemins de fer de Picardie et des Flandres par une convention signée le 22 juillet 1873 entre le département du Nord et la compagnie. La convention est approuvée et la ligne déclarée d'utilité publique, à titre d'intérêt local, par un décret le 10 septembre 1876. L'ouverture au service public a lieu le 1er mai 1880. Or, le Picardie-Flandres, en difficultés financières, est racheté par la Compagnie du Nord en cette même année,. La ligne est reprise définitivement par la Compagnie des chemins de fer du Nord selon les termes d'une convention signée entre le ministre des Travaux publics et la compagnie le 5 juin 1883. Cette convention est approuvée par une loi le 20 novembre suivant qui reclasse la ligne dans le réseau d'intérêt général.
L'exploitation se fait en lien avec la ligne de Saint-Just-en-Chaussée à Douai et avec les locomotives en service sur cette ligne. Jusqu'à la Première Guerre mondiale, le trafic voyageurs est important avec neuf aller-retours quotidiens, dont sept ayant leur origine et terminus à Cambrai. Pendant la guerre, la région est dévastée et la ligne ne peut plus fonctionner. Le trafic voyageurs ne retrouvera pas son niveau d'origine et reste limité à trois aller-retours Masnières - Cambrai. Pendant l'horaire d'été 1936, les départs de Masnières ont lieu à 6 h 59, 12 h 29 et 18 h 00, et les retours depuis Cambrai se font à 6 h 28, 11 h 58 et 17 h 28. Les temps de parcours varient entre 20 et 25 min pour une distance de 11,6 km, ce qui correspond à une vitesse commerciale de 30 km/h en moyenne. Outre à Marcoing, les trains s'arrêtent à Rumilly-en-Cambrésis, à Faubourg-Saint-Druon et à Rue-Saint-Ladre ; ce sont alors les seuls trains à desservir ces points d'arrêt dans les faubourgs sud de Cambrai. Le service voyageurs est supprimé le 1er juillet 1939.
Le trafic de marchandises subsiste encore pendant une cinquantaine d'années, notamment grâce à l'embranchement particulier d'une verrerie à Masnières. À partir des années 1950, les trains de marchandises sont tractés par des 040-DA Baldwin (futures A1AA1A 62000), et ceci jusqu'au début des années 1980. Fermée au trafic le 2 juin 1991, la ligne est déclassée le 17 octobre 1994. Elle est maintenant reconvertie en voie verte.
De nos jours, les communes de Rumilly-en-Cambrésis, Masnières et Marcoing forment un des pôles principaux de population de la Communauté d'agglomération de Cambrai et même de l'arrondissement de Cambrai. En ce sens, la desserte voyageurs se fait par la ligne de bus urbain 5 du réseau de la Communauté d'agglomération de Cambrai appelé TUC, à raison d'un trajet par heure de 7h à 18h dans les deux sens, toute l'année, du lundi au samedi. C'est la ligne la plus desservie du réseau.

## Description
La ligne débute au niveau de la gare de Marcoing où elle se détache de la ligne de Saint-Just-en-Chaussée à Douai, se dirige vers le sud, longe l'Escaut puis traverse la commune de Masnières pour se terminer au PK 187,878 soit 2 413 mètres après son origine. De Marcoing à Masnières, la ligne monte presque continuellement et comporte une rampe de 12 ‰ sur environ un kilomètre. Il n'y a aucune gare, ni point d'arrêt, intermédiaire.
L'espacement des trains est assuré par cantonnement téléphonique, l'annonce automatique des trains se faisant par des cloches électriques type Nord. Après la suppression du service voyageurs, le régime d'exploitation et de régulation devient celui de l'exploitation par consigne. Le trajet vers Masnières prend douze minutes, et le retour dure dix minutes,.